# II. třída okresu Domažlice 2021/2022
II. třída okresu Domažlice se hrála v sezóně 2021/2022 za účasti 12 klubů. Vítězem se stalo mužstvo TJ Slavoj Koloveč A, které vyhrálo všechny své zápasy.

## Systém soutěže
Týmy se utkaly dvoukolovým systémem každý s každým (podzim–jaro), celkem bylo odehráno 22 kol.

## Výsledná tabulka[1]
| Poř. | Tým                      | Z  | V  | R | P  | VG  | OG | B  |
| ---- | ------------------------ | -- | -- | - | -- | --- | -- | -- |
| 1.   | Koloveč A                | 22 | 22 | 0 | 0  | 152 | 5  | 66 |
| 2.   | SK Slovan Kvíčovice      | 22 | 15 | 0 | 7  | 70  | 35 | 46 |
| 3.   | Osvračín A               | 22 | 12 | 0 | 10 | 51  | 48 | 40 |
| 4.   | SK Poběžovice            | 22 | 11 | 0 | 11 | 59  | 47 | 34 |
| 5.   | TJ Sokol Milavče         | 22 | 11 | 0 | 11 | 53  | 64 | 31 |
| 6.   | TJ Hraničář Česká Kubice | 22 | 11 | 0 | 11 | 48  | 60 | 30 |
| 7.   | Meclov B                 | 22 | 9  | 0 | 13 | 49  | 79 | 28 |
| 8.   | Holýšov B                | 22 | 9  | 0 | 13 | 43  | 80 | 27 |
| 9.   | Tlumačov B               | 22 | 9  | 0 | 13 | 41  | 63 | 26 |
| 10.  | Mrákov B                 | 22 | 9  | 0 | 13 | 39  | 69 | 26 |
| 11.  | Kdyně B                  | 22 | 8  | 0 | 14 | 45  | 64 | 24 |
| 12.  | Postřekov B              | 22 | 6  | 0 | 16 | 45  | 81 | 18 |

Poznámky:
- Z = Odehrané zápasy; V = Vítězství; R = Remízy; P = Prohry; VG = Vstřelené góly; OG = Obdržené góly; B = Body; (S) = Mužstvo sestoupivší z vyšší soutěže; (N) = Mužstvo postoupivší z nižší soutěže (nováček)

|  | Postup do I. B třída Plzeňského kraje 2022/2023 |
|  | Sestup do III. třídy okresu Domažlice 2022/2023 |